# 8422 Мохоровичич
8422 Мохоровичич (8422 Mohorovičić) — астероїд головного поясу, відкритий 5 грудня 1996 року.
Тіссеранів параметр щодо Юпітера — 3,251.